# Cippus Perusinus

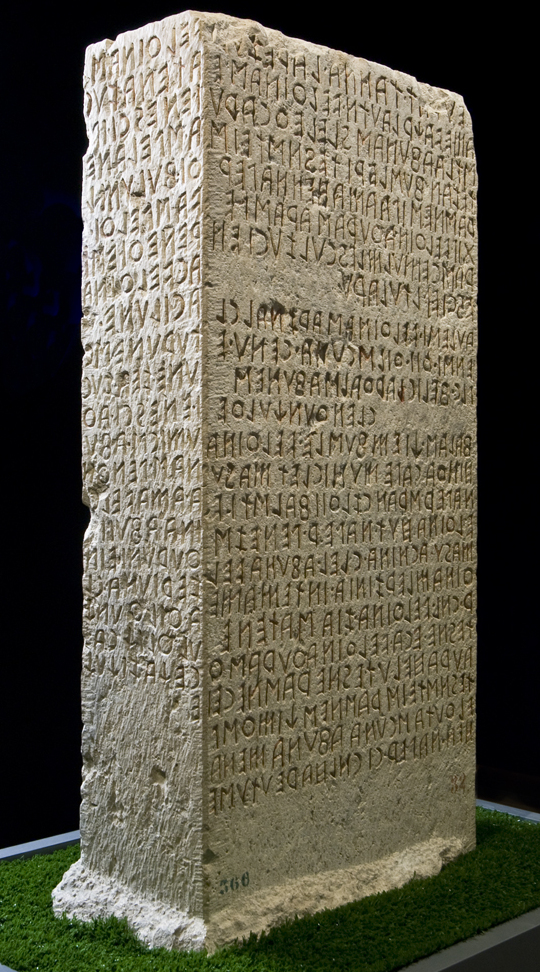
Cippus Perusinus

Der Cippus Perusinus ist eine etruskische Stele aus dem 3. oder 2. Jahrhundert v. Chr. und diente als Grenzstein. Die Stele wurde nach ihrem Fundort Perugia benannt und befindet sich heute im Archäologischen Nationalmuseum von Umbrien in Perugia. Auf der Stele ist der viertlängste Text in etruskischer Sprache eingraviert. Die Inschrift regelt die Aufteilung und Nutzung eines Grundstücks zwischen zwei etruskischen Familien.

## Beschreibung
Die aus Travertin gefertigte Stele ist 1,49 m hoch, 54 cm lang und 24,5 cm breit. Sie wurde 1822 auf dem Hügel San Marco in der Nähe von Perugia gefunden. Die Basis des Grenzsteins ist verbreitert und grob behauen. Sie befand sich ursprünglich unter der Erdoberfläche, so dass nur der polierte obere Teil der Stele zu sehen war. Die Bezeichnung des Steins als Cippus ist irreführend, da ein Cippus einen etruskischen Grabstein bezeichnet.
Die Inschrift ist in einer etruskischen Schrift mit Buchstaben verfasst, wie sie typisch für das nördliche Etrurien zwischen dem 3. und 2. Jahrhundert v. Chr. sind. Die Lesung der Inschrift erfolgt, wie in der etruskischen Schrift üblich, von rechts nach links. Häufig erfolgt in einem Wort ein Zeilenumbruch, so z. B. mit V-ELTHINA in Zeile 15/16 und TH-AURA in Zeile 20/21. Insgesamt umfasst die Inschrift 46 Zeilen mit etwa 125 Wörtern.
Die Frontfläche enthält 24 Zeilen, die in vier Absätze unterteilt sind, erkennbar an den Textlücken am linken Absatzende in Zeile 8, 11 und 19. In der ersten Zeile sind die Buchstaben größer als die der nachfolgenden, links und rechts fehlt jeweils ein Buchstabe. In Zeile 12 ist der Text rechts eingerückt und scheint inhaltlich an Zeile 13 anzuschließen. Die Seitenfläche umfasst 22 Zeilen. Die Wörter sind hier jeweils durch einen Punkt getrennt, während auf der Vorderseite Punkte nur verwendet werden, um besondere Textstellen zu markieren. Auf der Seitenfläche wurde in Zeile 9 am linken Ende eine Korrektur vorgenommen und ein Buchstabe wieder gelöscht.

## Inschrift
Vorderansicht

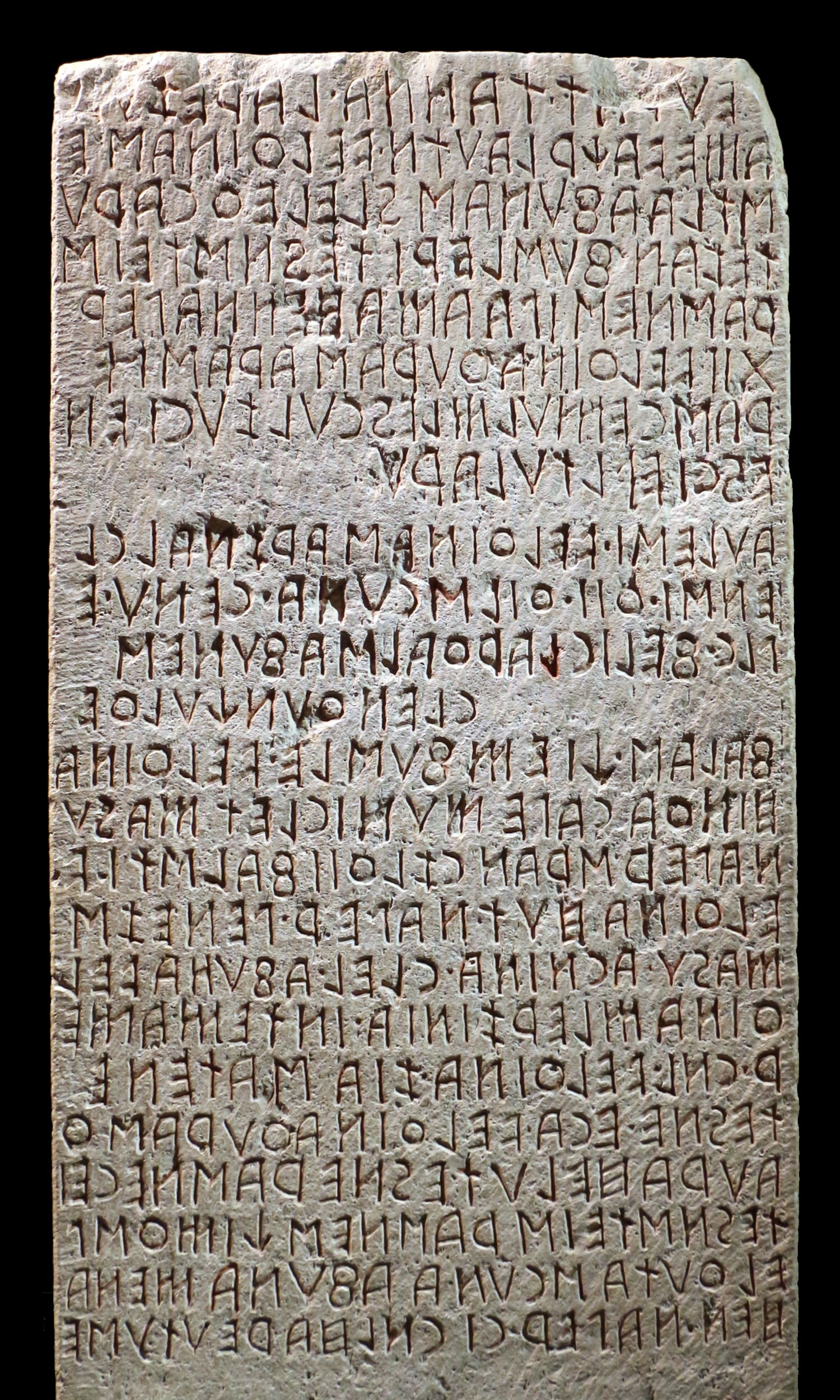
Cippus Perusinus Vorderansicht

1. [ T ] EURAT • TANMA • LA • REZU [ L ]
2. AME VACHR LAUTN • VELTHINAŚ E
3. ŚTLA AFUNAŚ SLELETH CARU
4. TEZAN FUŚLERI TESNŚ TEIŚ
5. RAŚNEŚ IPA AMA HEN NAPER
6. XII VELTHINATHURAŚ ARAŚ PE
7. RAŚC EMULM LESCUL ZUCI EN
8. ESCI EPL TULARU •
9. AULEŚI • VELTHINAŚ ARZNAL CL
10. ENŚI • THII • THIL ŚCUNA • CENU E

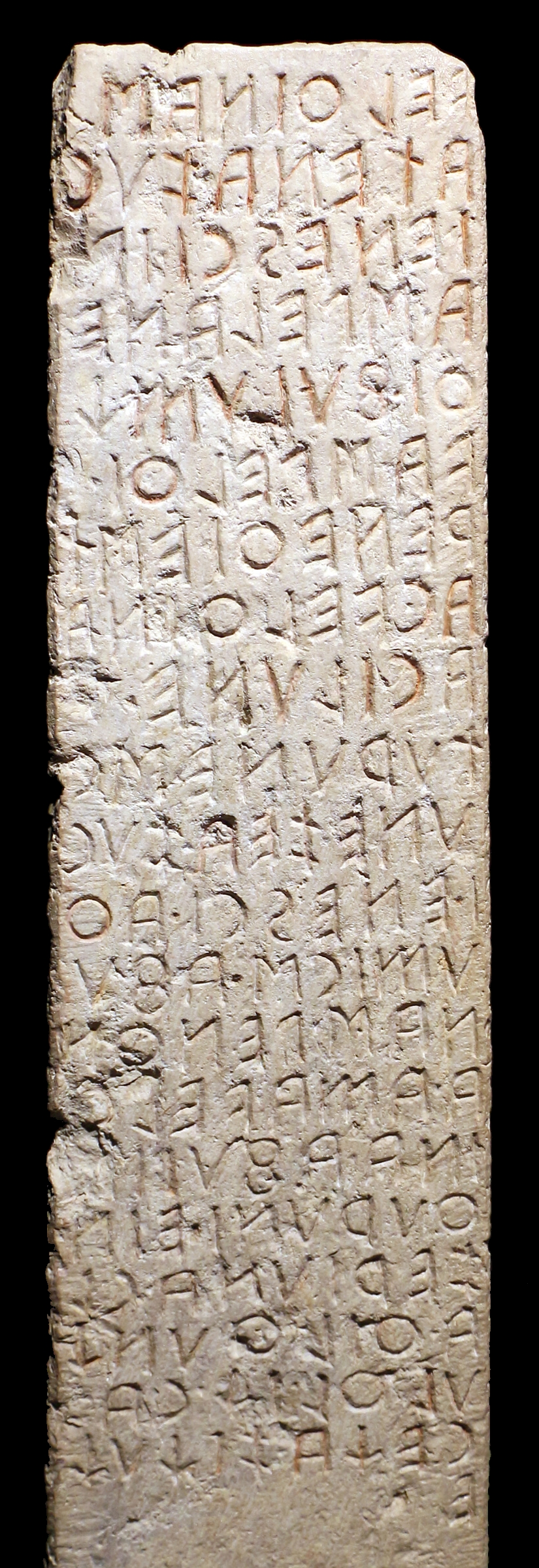
Cippus Perusinus Seitenansicht

11. PLC • FELIC LARTHALŚ AFUNEŚ
12. CLEN THUNCHULTHE
13. FALAŚ • CHIEM FUŚLE • VELTHINA
14. HINTHA CAPE MUNICLET MASU
15. NAPER • ŚRANCZL THII FALŚTI V
16. ELTHINA HUT • NAPER • PENEZŚ
17. MASU • ACNINA • CLEL • AFUNA VEL
18. THINAM LERZINIA • INTE MAME
19. R • CNL • VELTHINA • ZIA ŚATENE
20. TESNE • ECA • VELTHINATHURAŚ TH
21. AURA HELU TESNE RAŚNE CEI
22. TESNŚ TEIŚ RAŚNEŚ CHIMTH ŚP
23. EL THUTA ŚCUNA AFUNA MENA
24. HEN • NAPER • CI CNL HARE UTUŚE

Seitenansicht
1. VELTHINA • Ś
2. ATENA • ZUC
3. I • ENESCI • IP
4. A • ŚPELANE
5. THI • FULUMCH
6. VA • ŚPELTHI •
7. RENETHI • EŚT
8. AC • VELTHINA
9. ACILUNE •
10. TURUNE • ŚC
11. UNE • ZEA • ZUC
12. I • ENESCI • ATH
13. UMICŚ • AFU
14. NAŚ • PENTHN
15. A • AMA • VELTH
16. INA • AFUNA
17. THURUNI • EIN
18. ZERI UNA • CL
19. A • THIL • THUNCH
20. ULTHL ICH CA
21. CECHA ZICHUCH
22. E

## Interpretation
Der Text ist offenbar eine Abschrift eines Archivdokuments. Festgehalten wird eine Vereinbarung zwischen den beiden in den Zeilen 2 und 3 genannten Familien VELTHINA und AFUNA über die Verteilung oder die Verwendung eines Grundstücks, auf dem sich ein Familiengrab der Velthinas befindet. Die Herkunft der Familien wird nicht erwähnt, allerdings ist eine Familie Velthina aus Persna (Perugia) belegt und die Familie Afuna scheint aus dem benachbarten Clevsin (Chiusi) zu stammen. Der Vertreter der Familie Afuna wird in Zeile 11 mit LARTH AFUNA bezeichnet, der Vertreter der Familie Velthina könnte nach Zeile 9 AULE VELTHINA sein, Sohn (CLEN) der ARZNA. 
In Zeile 1 wird ein Richter oder Zeuge (TEURAT) mit dem Namen Larth oder Laris Rezu (LA REZU) genannt. Ein Larth Rezu ist in Perugia durch Inschriften epigraphisch belegt. In dessen Gegenwart schließen die beiden Familien ein Abkommen (VACHR). Gemäß Zeile 4 und 5 ist die Vereinbarung nach etruskischem Gesetz (TESNŚ TEIŚ RAŚNEŚ) gemacht. Die Etrusker nannten sich selbst RASNA. Das Wort NAPER in den folgenden Zeilen beschreibt wahrscheinlich ein Flächenmaß. Die Zahlenangabe XII in Zeile 6 drückt vermutlich aus, dass über insgesamt 12 Flächeneinheiten verhandelt wurde. In Zeile 8 werden ausdrücklich Grenzen (TULARU) erwähnt. Das Grab der Velthinas (VELTHINATHURAŚ THAURA) ist ebenfalls Vertragsgegenstand und wird in den Zeilen 20 und 21 genannt. Auf der Seitenfläche in den Zeilen 13 bis 15 wird die Stele anscheinend als Eigentum der Afunas bezeichnet (AFUNAŚ PENTHNA AMA). Das Schlusswort ZICHUCHE auf der Seitenfläche könnte „wie schriftlich niedergelegt“  bedeuten und Bezug auf ein Schriftdokument nehmen, das Vorlage für die Inschrift auf der Stele war.
Über den genauen Inhalt der Vereinbarung wurden in den letzten Jahrzehnten zahlreiche Abhandlungen verfasst. Weitgehend Übereinstimmung herrscht in folgenden Punkten: Durch den auf der Stele festgehaltenen Schiedsspruch eines Larth Rezu wurde ein Streit beendet, der ein Grundstück der Größe von 12 Naper betraf, das zwischen dem Gebiet der Velthinas und dem Eigentum des Larth Afuna lag. Familie Velthina beanspruchte dieses Land für sich, da sich dort ihr Familiengrab befand. Der Schiedsrichter teilte das Gebiet in der Weise, dass die Velthinas ihr Familiengrab behielten, aber das Besitzrecht der Afunas anerkennen mussten.
Da die Stele mit dem Schiedsspruch ausdrücklich als Eigentum der Afunas bezeichnet wird, scheint die Anrufung des Schiedsgerichts durch die Afunas erfolgt zu sein. 
Die genaue Aufteilung des Grundstücks ist umstritten. Es tauchen in der Inschrift die etruskischen Zahlwörter HUT für 4 oder 6 in Zeile 16 und CI für 3 in Zeile 24 auf, beide jeweils mit dem Flächenmaß NAPER. Eventuell bezieht sich MASU aus Zeile 14 auf NAPER. Wenn MASU für 5 steht und HUT 4 bedeutet, dann wären es mit CI gleich 3 insgesamt 12 NAPER. Weitere in der Inschrift festgehaltene Einzelheiten über den vorzunehmenden Ausgleich zwischen den Parteien sind ebenfalls nicht geklärt.